# Euploea enna
Euploea enna är en fjärilsart som beskrevs av Hans Fruhstorfer 1910. Euploea enna ingår i släktet Euploea och familjen praktfjärilar. Inga underarter finns listade i Catalogue of Life.